# Claudia Ciccotti
Claudia Ciccotti (Roma, 9 febbraio 1994) è una calciatrice italiana, centrocampista o difensore della Ternana.

## Carriera
All'età di 10 anni inizia a tirare i primi calci nella società Axa Calcio (poi divenuta Totti Soccer School), entrando a far parte della squadra maschile dove viene confermata fino all'età di 16 anni, nella formazione Allievi Elite. Nelle stagioni 2008-2009 e 2009-2010 gioca nella Rappresentativa Regionale Under-15 del Lazio. Nella stagione 2010-2011 gioca nella Rappresentativa Regionale di Serie C del Lazio, con la quale si qualifica alla finale. Nella stagione 2010-2011 gioca con la Totti Soccer School femminile in Serie C (16 presenze), conquistando la Coppa Lazio.
Nella stagione 2011-2012 in Serie A colleziona con la Lazio CF, 23 presenze, di cui 21 da titolare.

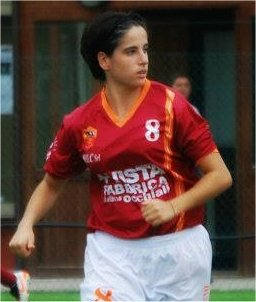
Ciccotti con la maglia della Res Roma nel 2012

Nella stagione 2012-2013 è tesserata dalla Res Roma, in Serie A2, con cui ottiene la promozione in Serie A: 11 presenze, di cui 9 da titolare (2 reti) in prima squadra più 6 come titolare (3 reti) nella Primavera. Nella stagione 2013-2014, sempre con la Res Roma che conferma la permanenza in Serie A, raggiunge le 24 presenze, di cui 23 da titolare, e 1 rete in prima squadra, più 7 da titolare, e 2 reti, nella Primavera.
Anche nella stagione 2014-2015 è tesserata dalla Res Roma, che si conferma per il secondo anno consecutivo nella massima serie, e raggiunge le 26 presenze, di cui 25 da titolare, con 2 reti, arrivando al traguardo delle 100 partite sommando i campionati di Serie C, A2 e A. Viene inoltre inserita nella Top 11 delle giovani azzurre nella stagione 2014-2015.
Prosegue nella Res Roma anche nella stagione 2015-2016, che per la terza volta riesce a conservare la permanenza nella Serie A, ed è sempre titolare nelle 20 partite giocate; in questa stagione gioca prevalentemente nella posizione di difensore centrale — ruolo che viene riproposto anche nelle convocazioni in nazionale Under-23. Nell'annata 2016-2017, alla 7ᵃ giornata, raggiunge le 100 presenze in Serie A, di cui 23 con la Lazio e 77 con la Res Roma; in questa stagione, a causa di tre infortuni, colleziona 16 presenze, sempre come titolare, su 22 partite.
Ancora nella Res Roma nella stagione 2017-2018 dove, alla 4ª giornata, taglia il traguardo delle 100 presenze in campionato nella squadra giallorossa. Con la fine dell'annata e l'ennesima conquista della salvezza in Serie A, si conclude la permanenza nella squadra capitolina, durata ben 6 stagioni con 141 presenze e 12 reti tra campionato e coppa.
Nella stagione 2018-2019, infatti, la Roma acquista il titolo sportivo dalla Res Roma, e Ciccotti viene selezionata per far parte della nuova squadra femminile. Il bilancio di fine stagione la vede titolare 15 volte su 17 presenze in campionato, realizzando 3 gol, e 3 volte su 5 in coppa Italia; un infortunio in coppa la tiene lontano dal campo per 7 partite complessive tra le due competizioni.

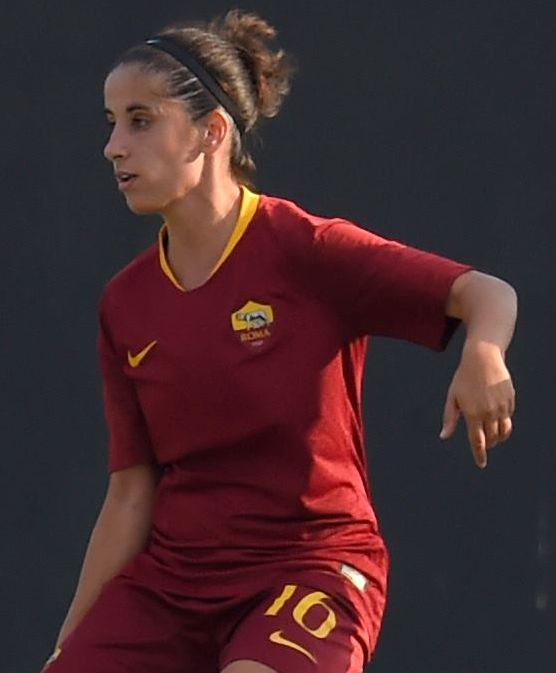
Ciccotti con la maglia della Roma nel 2018

Prosegue il sodalizio con la Roma nella stagione 2019-2020 anche se con poche presenze (8), due come titolare, di cui una da capitano. La pandemia ha poi interrotto il campionato riducendo il numero delle partite.
Stagione 2020-2021: rinnova con la Roma e raggiunge le 16 presenze (1 gol), tra campionato, supercoppa e coppa Italia, vestendo per due volte la fascia di capitano e conquistando con le sue compagne il trofeo nazionale, nella finale vinta ai rigori contro il Milan. Nel corso della stagione rinnova il contratto fino al 2023.
Numerosi e ripetuti infortuni caratterizzano la stagione 2021-2022 e le consentono di essere in campo solo 11 volte, tra campionato e coppe, riuscendo comunque a realizzare 3 gol, di cui 1 in supercoppa. Il primo di marzo però l'ennesimo infortunio le costa la rottura del legamento crociato anteriore del ginocchio destro, con conseguente intervento chirurgico e successivo inizio della riabilitazione. La stagione però è purtroppo compromessa.
Lungo la stagione 2022-2023, al rientro dall'infortunio, Ciccotti partecipa per la prima volta alla UEFA Women's Champions League, in cui la Roma raggiunge i quarti di finale. Inoltre, contribuisce alla vittoria della Supercoppa italiana e del campionato, primo titolo nazionale nella storia della Roma.
Il 19 maggio 2024, gioca la sua ultima partita in maglia giallorossa, scendendo in campo da titolare e indossando la fascia da capitano, in occasione dell'ultima partita di campionato contro la Fiorentina; nell'occasione, annuncia la propria intenzione di lasciare il club al termine della stessa stagione.
Il 4 luglio 2024, Ciccotti viene ingaggiata a parametro zero dalla Ternana, in Serie B, con cui firma un accordo annuale.
Il 28 marzo 2025, nel corso di una seduta di allenamento, riporta una nuova rottura del legamento crociato anteriore, stavolta del ginocchio sinistro, che la costringerà ad un intervento chirurgico e alla chiusura anticipata della stagione agonistica,  al termine della quale, la Ternana conquista la serie A con 4 giornate di anticipo.  

### Nazionale
Nella stagione 2009-2010 ed è stata convocata al Centro tecnico federale Luigi Ridolfi di Coverciano, Firenze, per uno stage con la nazionale Under-17.
Nella stagione 2011-2012 ha esordito nella nazionale Under-19 durante la 2ª fase delle qualificazioni europee in programma a Sochi (Russia), collezionando due presenze e anche nella nazionale Under-20 nell'amichevole contro la Norvegia.
Nella stagione 2012-2013 è titolare nelle tre partite di qualificazione (1ª fase) del campionato europeo con la nazionale Under-19 giocate in Austria, mettendo a segno la rete del pareggio (1-1) contro la Grecia. Sempre con la selezione Under-19 è titolare nelle tre partite del torneo "La Manga" in Spagna. È ancora titolare nelle tre partite di qualificazione (2ª fase) del campionato europeo con la nazionale Under-19 giocate nei Paesi Bassi.
Nella stagione 2015-2016 è convocata per tre volte con la nazionale Under-23, due volte a Novarello e una a Nocera Superiore, per tre stage e ha disputato tre amichevoli (di cui una contro la nazionale maggiore) come titolare nel ruolo di difensore centrale.

## Statistiche

### Presenze e reti nei club
Statistiche aggiornate al 18 maggio 2025.
| Stagione        | Squadra             | Campionato      | Campionato | Campionato | Coppe nazionali | Coppe nazionali | Coppe nazionali | Coppe internazionali | Coppe internazionali | Coppe internazionali | Altre coppe | Altre coppe | Altre coppe | Totale | Totale |
| Stagione        | Squadra             | Camp            | Pres       | Reti       | Comp            | Pres            | Reti            | Comp                 | Pres                 | Reti                 | Comp        | Pres        | Reti        | Pres   | Reti   |
| --------------- | ------------------- | --------------- | ---------- | ---------- | --------------- | --------------- | --------------- | -------------------- | -------------------- | -------------------- | ----------- | ----------- | ----------- | ------ | ------ |
| 2010-2011       | Totti Soccer School | C               | 16         | 4          | CI              | -               | -               | -                    | -                    | -                    | CLazio      | 4           | -           | 20     | 4      |
| 2011-2012       | Lazio CF            | A               | 23         | 0          | CI              | 1               | 0               | -                    | -                    | -                    | -           | -           | -           | 24     | 0      |
| 2012-2013       | Res Roma            | A2              | 11         | 2          | CI              | 4               | 0               | -                    | -                    | -                    | -           | -           | -           | 15     | 2      |
| 2013-2014       | Res Roma            | A               | 24         | 1          | CI              | 6               | 2               | -                    | -                    | -                    | -           | -           | -           | 30     | 3      |
| 2014-2015       | Res Roma            | A               | 26         | 2          | CI              | 6               | 1               |                      | -                    | -                    |             | -           | -           | 32     | 3      |
| 2015-2016       | Res Roma            | A               | 20         | 0          | CI              | 2               | 0               |                      | -                    | -                    |             | -           | -           | 22     | 0      |
| 2016-2017       | Res Roma            | A               | 16         | 0          | CI              | 3               | 0               | -                    | -                    | -                    | -           | -           | -           | 19     | 0      |
| 2017-2018       | Res Roma            | A               | 19         | 3          | CI              | 4               | 1               | -                    | -                    | -                    | -           | -           | -           | 23     | 4      |
| Totale Res Roma | Totale Res Roma     | Totale Res Roma | 116        | 8          |                 | 25              | 4               |                      | -                    | -                    |             | -           | -           | 141    | 12     |
| 2018-2019       | Roma                | A               | 17         | 3          | CI              | 3               | 0               |                      | -                    | -                    |             | -           | -           | 20     | 3      |
| 2019-2020       | Roma                | A               | 6          | 0          | CI              | 2               | 1               |                      | -                    | -                    |             | -           | -           | 8      | 1      |
| 2020-2021       | Roma                | A               | 14         | 1          | CI              | 2               | 0               |                      | -                    | -                    | SI          | 1           | 0           | 17     | 1      |
| 2021-2022       | Roma                | A               | 7          | 0          | CI              | 3               | 2               |                      | -                    | -                    | SI          | 1           | 1           | 11     | 3      |
| 2022-2023       | Roma                | A               | 13         | 0          | CI              | 4               | 1               | UWCL                 | 5                    | 0                    | SI          | 1           | 0           | 23     | 1      |
| 2023-2024       | Roma                | A               | 6          | 0          | CI              | 2               | 0               | UWCL                 | 1                    | 0                    | SI          | 0           | 0           | 9      | 0      |
| Totale Roma     | Totale Roma         | Totale Roma     | 63         | 4          |                 | 16              | 4               |                      | 6                    | 0                    |             | 3           | 1           | 88     | 9      |
| 2024-2025       | Ternana             | B               | 23         | 2          | CI              | 1               | 0               | -                    | -                    | -                    | -           | -           | -           | 24     | 2      |
| Totale carriera | Totale carriera     | Totale carriera | 241        | 18         |                 | 43              | 8               |                      | 6                    | 0                    |             | 7           | 1           | 297    | 27     |

### Cronologia delle presenze e delle reti in nazionale
| Cronologia completa delle presenze e delle reti in nazionale ― Italia under 19 | Cronologia completa delle presenze e delle reti in nazionale ― Italia under 19 | Cronologia completa delle presenze e delle reti in nazionale ― Italia under 19 | Cronologia completa delle presenze e delle reti in nazionale ― Italia under 19 | Cronologia completa delle presenze e delle reti in nazionale ― Italia under 19 | Cronologia completa delle presenze e delle reti in nazionale ― Italia under 19 | Cronologia completa delle presenze e delle reti in nazionale ― Italia under 19 | Cronologia completa delle presenze e delle reti in nazionale ― Italia under 19 |
| Data                                                                           | Città                                                                          | In casa                                                                        | Risultato                                                                      | Ospiti                                                                         | Competizione                                                                   | Reti                                                                           | Note                                                                           |
| ------------------------------------------------------------------------------ | ------------------------------------------------------------------------------ | ------------------------------------------------------------------------------ | ------------------------------------------------------------------------------ | ------------------------------------------------------------------------------ | ------------------------------------------------------------------------------ | ------------------------------------------------------------------------------ | ------------------------------------------------------------------------------ |
| 03-04-2012                                                                     | Matsesta                                                                       | Italia under 19                                                                | 4 – 2                                                                          | Scozia under 19                                                                | Qual. Europeo under 19 2012                                                    | 0                                                                              |                                                                                |
| 05-04-2012                                                                     | Matsesta                                                                       | Russia under 19                                                                | 0 – 1                                                                          | Italia under 19                                                                | Qual. Europeo under 19 2012                                                    | 0                                                                              |                                                                                |
| 25-04-2012                                                                     | Soragna                                                                        | Italia under 19                                                                | 4 – 2                                                                          | Norvegia under 19                                                              | Amichevole                                                                     | 0                                                                              |                                                                                |
| 20-10-2012                                                                     | Lindabrunn                                                                     | Italia under 19                                                                | 6 – 0                                                                          | Kazakistan under 19                                                            | Qual. Europeo under 19 2013                                                    | 0                                                                              |                                                                                |
| 22-10-2012                                                                     | Lindabrunn                                                                     | Grecia under 19                                                                | 1 – 1                                                                          | Italia under 19                                                                | Qual. Europeo under 19 2013                                                    | 1                                                                              |                                                                                |
| 25-10-2012                                                                     | Gloggnitz                                                                      | Italia under 19                                                                | 3 – 0                                                                          | Austria under 19                                                               | Qual. Europeo under 19 2013                                                    | 0                                                                              |                                                                                |
| 06-03-2013                                                                     | Murcia                                                                         | Italia under 19                                                                | 1 – 2                                                                          | Francia under 19                                                               | Torneo di La Manga 2013                                                        | 0                                                                              |                                                                                |
| 08-03-2013                                                                     | Murcia                                                                         | Inghilterra under 19                                                           | 2 – 0                                                                          | Italia under 19                                                                | Torneo di La Manga 2013                                                        | 0                                                                              |                                                                                |
| 10-03-2013                                                                     | Murcia                                                                         | Italia under 19                                                                | 3 – 7                                                                          | Scozia under 19                                                                | Torneo di La Manga 2013                                                        | 0                                                                              |                                                                                |
| 04-04-2013                                                                     | Delft                                                                          | Irlanda under 19                                                               | 1 – 0                                                                          | Italia under 19                                                                | Qual. Europeo under 19 2013                                                    | 0                                                                              |                                                                                |
| 06-04-2013                                                                     | 's-Gravenzande                                                                 | Italia under 19                                                                | 2 – 2                                                                          | Svezia under 19                                                                | Qual. Europeo under 19 2013                                                    | 0                                                                              |                                                                                |
| 09-04-2013                                                                     | 's-Gravenzande                                                                 | Paesi Bassi under 19                                                           | 2 – 0                                                                          | Italia under 19                                                                | Qual. Europeo under 19 2013                                                    | 0                                                                              |                                                                                |
| Totale                                                                         |                                                                                | Presenze                                                                       | 12                                                                             |                                                                                | Reti                                                                           | 1                                                                              |                                                                                |

## Palmarès

### Club
- Campionato italiano di Serie A2: 1

Res Roma: 2012-2013
- Coppa Italia: 2

Roma: 2020-2021, 2023-2024
- Supercoppa italiana: 1

Roma: 2022
- Campionato italiano: 2

Roma: 2022-2023, 2023-2024
- Campionato italiano di Serie B: 1

Ternana: 2024-2025